# Truls Möregårdh
Truls Carl Eric Möregårdh (* 16. Februar 2002 in Hovmantorp) ist ein schwedischer Tischtennisspieler. Er gewann 2018 Bronze mit der Mannschaft bei der Weltmeisterschaft sowie bei der Europameisterschaft 2019. 2023 wurde er Europameister mit der Mannschaft, 2021 Vizeweltmeister im Einzel. Er ist Rechtshänder und verwendet als Schlägerhaltung den europäischen Shakehand-Stil. Ein Markenzeichen von Möregårdh ist sein sechseckiger „Cybershape“-Schläger, der ansonsten selten verwendet wird.

## Werdegang
Möregårdh, der zwei ältere Brüder hat, stammt aus einer „Tischtennisfamilie“ und begann im Alter von sieben Jahren im kleinen Ort Hovmantorp mit dem Tischtennistraining. Im Alter von 12 Jahren zog die Familie nach Eslöv in Südschweden.
Möregårdh galt schon früh als großes Talent. 2016 konnte er erste internationale Erfolge erzielen, unter anderem siegte er beim Jugend-TOP 10. Bei Europameisterschaften gewann er 2017 bei den Schülern im Doppel und 2019 bei der Jugend im Einzel den Titel und wurde mehrfach Zweiter. In den Jahren 2017 und 2019 wurde er Jugend-Vizeweltmeister im Einzel und durfte an den Olympischen Jugendspielen 2018 in Buenos Aires teilnehmen, wo er das Viertelfinale im Einzelwettbewerb erreichen konnte. Mit der Serbin Sabina Šurjan erreichte er im Mixed-Wettbewerb das Spiel um die Bronzemedaille, wo sie der Vertretung Taiwans, Su Pei-ling und Lin Yun-ju unterlagen. Während Šurjan ihr Einzel gegen Su gewann, unterlag Möregårdh Lin sowie mit Šurjan im Doppel. Mit dem Team erreichte er Platz 4.
Ab 2018 nahm er zunehmend häufiger an Erwachsenen-Turnieren teil, nennenswerte Erfolge waren dabei der Gewinn der Bronzemedaille mit der schwedischen Mannschaft bei der Weltmeisterschaft 2018 und der Europameisterschaft 2019. 2019 wurde er nach einem Endspielsieg über Kristian Karlsson schwedischer Meister. Im gleichen Jahr wechselte er von Eslöv zum japanischen Verein TT Sataima. 2021 wurde er erneut schwedischer Meister, als er im Finale Anton Källberg schlug.
Bei der Tischtennisweltmeisterschaft 2021 schlug er überraschend sechs höher gesetzte Spieler in Folge (unter anderem Patrick Franziska, Quadri Aruna und Timo Boll) und erreichte das Finale, wo er sich dem Chinesen Fan Zhendong geschlagen geben musste. Im Doppel erreichte er mit Anton Källberg das Achtelfinale.
2022 holte er nach einer 3:4-Finalniederlage gegen Darko Jorgić Silber beim Europe Top 16, mit Rang 5 erreichte er im Mai erstmals eine Platzierung in den Top 10 der Weltrangliste. Im Sommer schloss er sich dem TTC Neu-Ulm an, für den er in allen Wettbewerben (TTBL, Deutscher Pokal, Champions League) zum Einsatz kam. Nachdem er Anfang 2023 ein Ligaspiel für Eslöv bestritten hatte, wurde er seitens der TTBL Sport GmbH mit einer Sperre für zehn Spiele in der Saison 2023/24 im Zuständigkeitsbereich der TTBL und einer Vertragsstrafe in Höhe von 10.000 Euro aufgrund eines vorsätzlichen Verstoßes gegen die Lizenzbestimmungen, nach denen er keine Spielberechtigung für einen weiteren Verein haben darf, belegt.
Im Juli 2023 nahm Möregårdh mit dem Lexuan Sports Group TTC an den Play-offs der chinesischen Super League teil. Sein Team qualifizierte sich nicht für die Hauptphase; Möregårdh selbst erreichte eine Bilanz von 7:6. Anschließend wechselte er zu Polski Cukier Gwiazda Bydgoszcz in die polnische Superliga. In der Champions League trat Möregårdh weiter für den TTC Neu-Ulm an. Mit der Nationalmannschaft wurde er 2023 Europameister, im Einzel holte er Anfang 2024 zum zweiten Mal Silber beim Europe Top 16.
Bei den Olympischen Sommerspielen 2024 schlug Möregårdh im Achtelfinale überraschend den Weltranglistenersten Wang Chuqin und zog im weiteren Verlauf ins Finale ein. Dort verlor er erneut gegen den Chinesen Fan Zhendong und sicherte sich die Silbermedaille. Mit der Mannschaft schlug er das an zweiter Stelle gesetzte deutsche Team im Viertelfinale und konnte anschließend mit einem knappen Sieg gegen Japan das Finale erreichen. In diesem verlor das schwedische Team gegen die Mannschaft aus China und gewann die Silbermedaille.

## Titel und Erfolge im Überblick

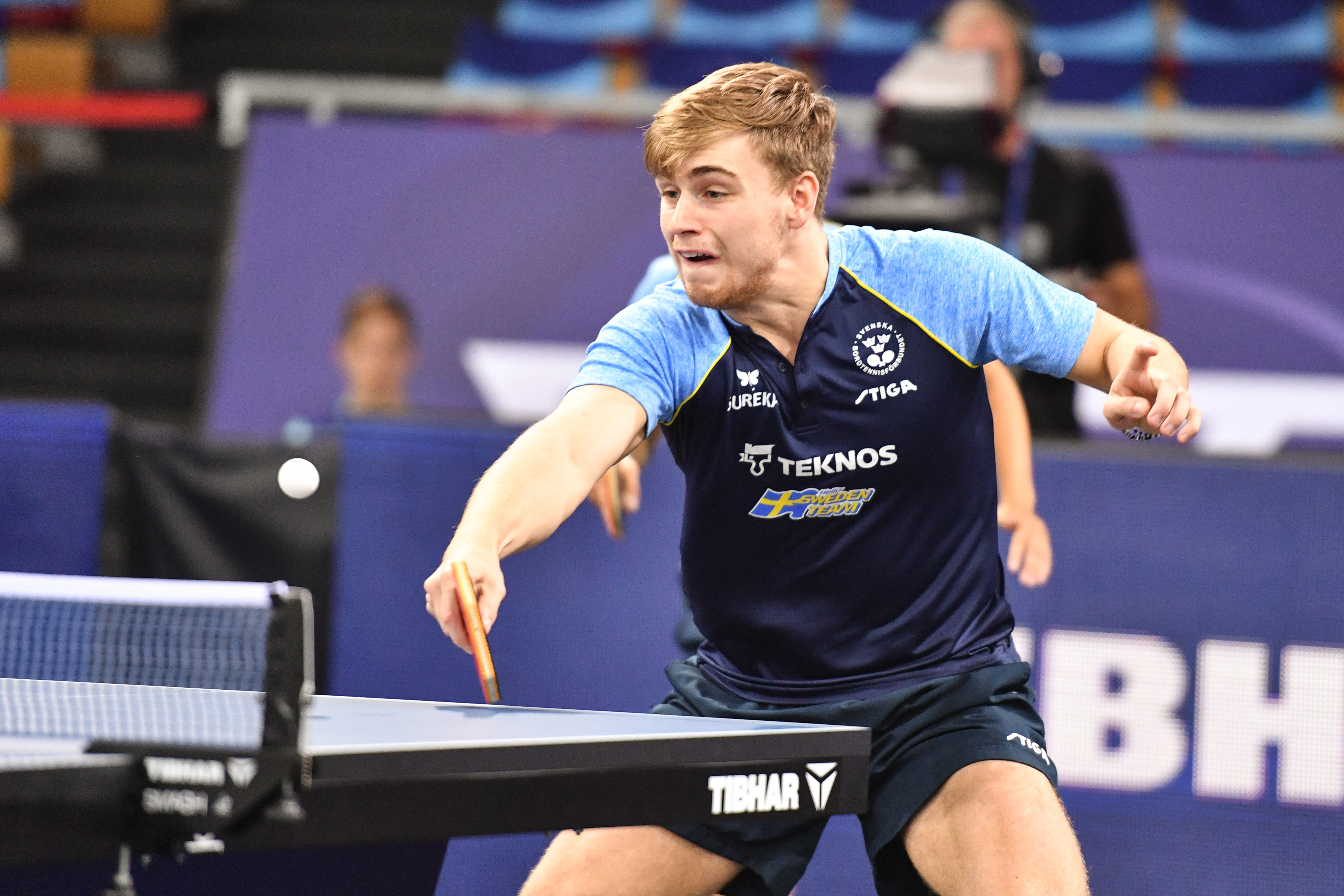
Möregårdh bei der EM 2022

### Einzel
- Olympische Spiele: Silber 2024
- Weltmeisterschaft: Silber 2021, Bronze 2025
- Europameisterschaft: Bronze 2024
- Europe Top 16: Silber 2022, 2024
- Schwedische Meisterschaft: Gold 2019, 2021

### Doppel

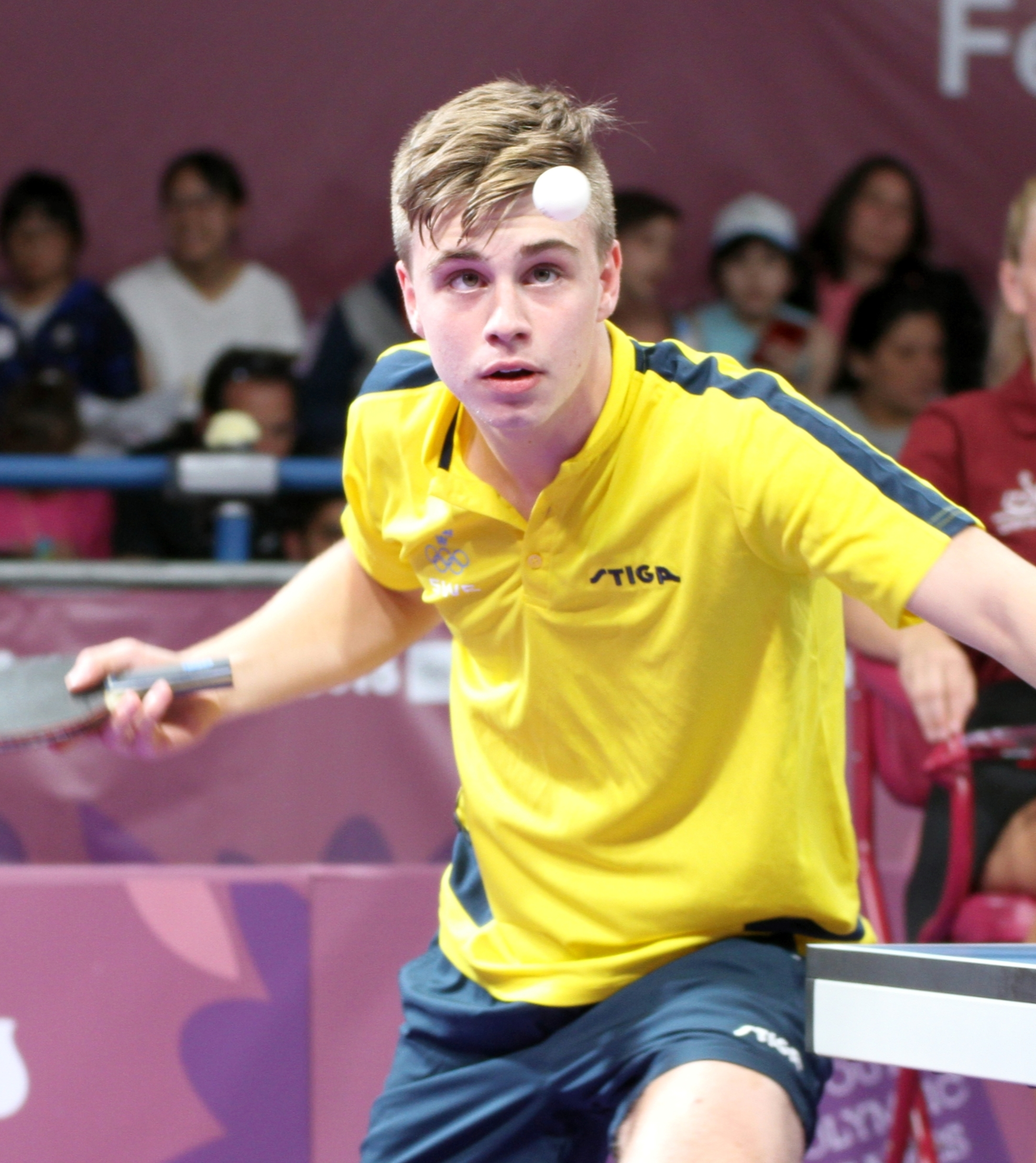
Möregårdh bei den Olympischen Jugendspielen 2018

- Europameisterschaft: Silber 2024

### Mixed
- Bronze bei den Jugend-Europameisterschaften (2019)
- 4. Platz Olympische Jugendspiele 2018

### Mannschaft

#### Nationalmannschaft
- Olympische Spiele: Silber 2024
- Weltmeisterschaft: Bronze 2018
- Europameisterschaft: Gold 2023, Bronze 2019
- Europaspiele: Silber 2023

#### Verein
- Schwedischer Meister mit Eslöv AI BTK (2016, 2017, 2019)

## Turnierergebnisse
| Verband | Veranstaltung               | Jahr | Ort               | Land | Einzel        | Doppel       | Mixed         | Team          | U-21         |
| ------- | --------------------------- | ---- | ----------------- | ---- | ------------- | ------------ | ------------- | ------------- | ------------ |
| SWE     | Europameisterschaft         | 2024 | Linz              | AUT  | Halbfinale    | Silber       |               |               |              |
| SWE     | Europameisterschaft         | 2023 | Malmö             | SWE  |               |              |               | Gold          |              |
| SWE     | Europameisterschaft         | 2022 | München           | GER  | Viertelfinale |              | letzte 32     |               |              |
| SWE     | Europameisterschaft         | 2020 | Warschau          | POL  | Achtelfinale  |              | Qual.         |               |              |
| SWE     | Europameisterschaft         | 2019 | Nantes            | FRA  |               |              |               | Halbfinale    |              |
| SWE     | Europameisterschaft         | 2018 | Alicante          | ESP  | letzte 32     | Achtelfinale | Achtelfinale  |               |              |
| SWE     | Europaspiele                | 2023 | Krakau            | POL  | Achtelfinale  |              | Achtelfinale  | Silber        |              |
| SWE     | Europe Top 16 Cup           | 2025 | Montreux          | SUI  | Halbfinale    |              |               |               |              |
| SWE     | Europe Top 16 Cup           | 2024 | Montreux          | SUI  | Silber        |              |               |               |              |
| SWE     | Europe Top 16 Cup           | 2023 | Montreux          | SUI  | Viertelfinale |              |               |               |              |
| SWE     | Europe Top 16 Cup           | 2022 | Montreux          | SUI  | Silber        |              |               |               |              |
| SWE     | Olympische Spiele           | 2024 | Paris             | FRA  | Silber        |              |               | Silber        |              |
| SWE     | Olympische Jugendspiele     | 2018 | Buenos Aires      | ARG  | Viertelfinale |              |               | 4. Platz      |              |
| SWE     | WTT Series (Champions)      | 2025 | Yokohama          | JPN  | Halbfinale    |              |               |               |              |
| SWE     | WTT Series (Champions)      | 2024 | Frankfurt am Main | GER  | Halbfinale    |              |               |               |              |
| SWE     | WTT Series (Contender)      | 2023 | Almaty            | KAZ  | Halbfinale    |              |               |               |              |
| SWE     | WTT Series (Champions)      | 2022 | Macau             | MAC  | Halbfinale    |              |               |               |              |
| SWE     | WTT Series (Star Contender) | 2022 | Budapest          | HUN  | Silber        | Qual.        |               |               |              |
| SWE     | WTT Series (Contender)      | 2021 | Budapest          | HUN  | Gold          |              |               |               |              |
| SWE     | ITTF Challenge Series       | 2019 | Zagreb            | SWE  | letzte 64     | Halbfinale   |               |               |              |
| SWE     | ITTF World Tour             | 2018 | Stockholm         | SWE  | Qual.         | Halbfinale   |               |               | Achtelfinale |
| SWE     | ITTF World Tour Platinum    | 2018 | Bremen            | GER  | Qual.         |              |               |               | Silber       |
| SWE     | ITTF World Tour             | 2018 | Budapest          | HUN  | letzte 32     |              |               |               | Halbfinale   |
| SWE     | WTT Finals                  | 2024 | Fukuoka           | JPN  | Viertelfinale |              |               |               |              |
| SWE     | WTT Cup Finals              | 2022 | Xinxiang          | CHN  | Viertelfinale |              |               |               |              |
| SWE     | Weltmeisterschaft           | 2025 | Doha              | QAT  | Halbfinale    | Achtelfinale |               |               |              |
| SWE     | Weltmeisterschaft           | 2024 | Busan             | KOR  |               |              |               | Achtelfinale  |              |
| SWE     | Weltmeisterschaft           | 2023 | Durban            | RSA  | letzte 32     |              | Viertelfinale |               |              |
| SWE     | Weltmeisterschaft           | 2022 | Chengdu           | CHN  |               |              |               | Viertelfinale |              |
| SWE     | Weltmeisterschaft           | 2021 | Houston           | USA  | Silber        | Achtelfinale | letzte 32     |               |              |
| SWE     | Weltmeisterschaft           | 2019 | Budapest          | HUN  | letzte 64     | letzte 32    |               |               |              |
| SWE     | Weltmeisterschaft           | 2018 | Halmstad          | SWE  |               |              |               | Halbfinale    |              |
| SWE     | World Cup                   | 2025 | Macau             | MAC  | Viertelfinale |              |               |               |              |
| SWE     | World Cup                   | 2024 | Macau             | MAC  | 17.–32. Platz |              |               |               |              |
| SWE     | Jugend-Weltmeisterschaft    | 2019 | Korat             | THA  | Silber        | Achtelfinale | letzte 64     |               |              |
| SWE     | Jugend-Weltmeisterschaft    | 2017 | Riva del Garda    | ITA  | Silber        | Achtelfinale |               | 10. Platz     |              |
| SWE     | Jugend-Weltmeisterschaft    | 2016 | Kapstadt          | RSA  | letzte 32     |              | letzte 64     |               |              |
| SWE     | Jugend-Europameisterschaft  | 2019 | Ostrava           | CZE  | Gold          | Silber       | Halbfinale    | 7. Platz      |              |
| SWE     | Jugend-Europameisterschaft  | 2018 | Cluj-Napoca       | ROU  | Silber        | Achtelfinale |               | 12. Platz     |              |
| SWE     | Jugend-Europameisterschaft  | 2017 | Guimaraes         | PRT  | Silber        |              |               | Halbfinale    |              |
| SWE     | Jugend-Europameisterschaft  | 2016 | Zagreb            | HRV  | Silber        |              |               | Silber        |              |
| SWE     | Jugend-Europameisterschaft  | 2015 | Bratislava        | SVK  | Achtelfinale  |              |               | 8. Platz      |              |
| SWE     | Jugend-Europameisterschaft  | 2014 | Riva del Garda    | ITA  | letzte 64     |              |               | 7. Platz      |              |

## Auszeichnungen und Preise
- 2024: Radiosportens Jerringpris